# Дорошенко Анатолій Григорович
Анатолій Григорович Дорошенко (нар. 14 серпня 1953, Саврань, Одеська область УРСР) — радянський футболіст та український тренер, виступав на позиції півзахисника. Майстер спорту СРСР (1974). Автор першого гола одеського «Чорноморця» в єврокубкових турнірах.
Закінчив Одеський педагогічний інститут.

## Життєпис
Анатолій Дорошенко народився в Саврані Одеської області, де й розпочав в юному віці свою футбольну кар'єру, виступаючи в першості області за савранський «Сільгосптехніці» й на популярних турнірах на призи всесоюзного клубу «Шкіряний м'яч» у складі збірної школярів Одеської області, якою керував Матвій Черкаський.
У 1971 році завдяки успішним діям в традиційному матчі-огляді талановитих юнаків між збірними Одеси і Одеської області був помічений тренерами «Чорноморця» й запрошений до дублюючого складу команди.
11 серпня 1973 року дебютував в основному складі в матчі першості СРСР серед команд першої ліги «Чорноморець» — «Текстильник», замінивши на 80-й хвилині Ігоря Іваненка. 29 листопада в товариській зустрічі «Чорноморця» зі збірною провінції Кассала (Судан) забив свій перший м'яч за «моряків», а 31 липня 1974 року забив перший м'яч в офіційних матчах одеського клубу — на 25-й хвилині поєдинку чемпіонату СРСР з кишинівським «Ністру».
1974 року — найуспішніший в ігровій кар'єрі Анатолія Дорошенка. За підсумками цього сезону він став бронзовим призером чемпіонату СРСР (єдине медальне досягнення «Чорноморця» в радянському футболі) і отримав звання «Майстер спорту СРСР». І в цьому ж році відсвяткував народження доньки Вікторії.
17 вересня 1975 року «Чорноморець» дебютував в європейських клубних турнірах, зустрівшись в Одесі в першому матчі 1/32 фіналу Кубка УЄФА з римським «Лаціо». Зустріч пройшла на зустрічних курсах з невеликою ігровою і територіальною перевагою одеських футболістів, що на 33-й хвилині втілилася в єдиний забитий м'яч, автором якого став Анатолій Дорошенко.
У липні 1976 року Дорошенко був призваний до лав Збройних Сил СРСР, службу в яких пройшов у складі одеського СКА, після чого транзитом через Нікополь повернувся в «Чорноморець».
Влітку 1979 року Дорошенко разом з іншим гравцем «Чорноморця» В'ячеславом Лещуком викликали в збірну України, в складі якої він став бронзовим призером Спартакіади народів СРСР, граючи в одній команді з Олегом Блохіним, Юрієм Роменським, Анатолієм Коньковим, Анатолієм Дем'яненком, Леонідом Буряком, Віктором Колотовим, Володимиром Безсоновим і Віталієм Старухіним.
Пізніше Дорошенко був запрошений у київське «Динамо», однак півзахисник не повірив у власні сили і від переходу відмовився, і в тому ж році пішов на зниження — в криворізький «Кривбас», де, по суті, і завершив активну ігрову кар'єру.
Пішовши з «Кривбасу», Дорошенко продовжив виступи в колективах фізкультури і збірну ветеранів СРСР, яка здійснювала численні турне по містах країни і Європи. У той же самий час став пробувати себе на тренерському містку, працюючи з юними футболістами, а в 1987 році відзначив народження сина Олександра.
Розпад СРСР Дорошенко зустрів у першості Одеської області, де грав і тренував районні аматорські команди. З одною з них — «Маяком» з Маяків — у липні 1998 року він як граючий головний тренер виграв Кубок Одеської області пам'яті Миколи Трусевича, у фінальному матчі, який відбувся на центральному стадіоні ЧМП, з рахунком 2:1 здолавши сильний овідіопольський «Дністер».
У 1999 році яскрава гра Дорошенко в складі одеського «Рішельє» на внутрішній і міжнародній арені знову звернула на себе увагу журналістів, які визнали його найкращим футболістом-ветераном регіону за підсумками календарного року. У тому ж році він був включений у символічну збірну «Чорноморця» всіх часів, складену відділом футболу газети «Одеса-Спорт», а в 2001 році увійшов до числа найкращих футболістів Одеси XX століття, зайнявши в масштабному опитуванні футбольних фахівців десяте місце.

## Досягнення

### Командні
- Вища ліга чемпіонату СРСР
  -  Бронзовий призер (1): 1974

- Перша ліга чемпіонату СРСР
  -  Чемпіон (1): 1973

- Спартакіада народів СРСР
  -  Бронзовий призер (1): 1979

- Багаторазовий чемпіон України з футболу серед ветеранів (у складі «Рішельє»)

- Чемпіон світу у складі ветеранської збірної України (категорія 45+)